# Dicnemon planifolium
Dicnemon planifolium är en bladmossart som beskrevs av Bescherelle 1873. Dicnemon planifolium ingår i släktet Dicnemon och familjen Dicnemonaceae. Inga underarter finns listade i Catalogue of Life.